# ナマコラブ
ナマコラブ（旧名：及川なまこ（おいかわ なまこ））は日本の芸術家・女優・歌手

## 人物概要
及川なまこ名義で活動を開始。
原動力は、愛。
2007年に「なまこ動画」が誕生。その後、約２年間に渡り、なまこをはじめとした、ナマコラブ自身を慰めるためだけに生んだ自作キャラクター達おにぎりチワワ等との愛を密室で深め合う。
2010年8月より「なまこグッズ」の販売を開始。
2011年7月より「愛の芸術家」の活動を開始。
自作動画にアフレコをするパフォーマンス「活弁LIVE」のスタイルに。都内各所のライブハウスで活弁LIVEを頻繁に行う他、バンドを従え歌ったり、雑誌でなまこ特集が次々組まれるなどして作者本人にも注目が集まる。この頃からナマコラブは、ファンのことを愛着を込めて「ストーカー」と呼ぶ。
2012年よりギャラリーで個展を開き、全国のLOFTショップで「なまこグッズ」が販売され、ライブペインティングなどのパフォーマンスも全国各地で開始。
2013年7月に、名前を「ナマコラブ」に改名。
多数の映画やドラマに出演。
ソロ活動の他に2012年11月より「芸術家アイドルユニット・ナマコプリ」を渡辺真子と二人で結成。ナマコプリの活動は、音楽とアートによる「あなたのハートを癒したい」がテーマ。LIVEの形式で披露している他、ライブペインティングも人気を博していた。2022年にナマコプリを解散。
現在はソロで芸術家活動・女優活動・歌手活動を行なっている。

## 出演作品
- 乱死怒町より愛を吐いて（2015年11月7日公開 DVD発売）
- ヴィヴィアン武装ジェット（2017年9月16日公開 DVD発売）
- 惑星スミスでネイキッドランチを（2021年4月5日よりO.A.）
- 侵略!ガルパンダZ（2016年）
- 大怪獣モノ（2016年7月）
- 電エース
- ニューエロス
- デコチン DECO-CHIN（2025年4月26日）[2]

個展
12/9(金)~12/21(水)
『おにぎりチワワ展2』at新宿眼科画廊
個展
2023/6/30(金)〜7/5(水)
『ケーキとチワワ展』at新宿眼科画廊

## ディスコグラフィ
1. ようこそ！ナマコラブルームへ！
2. I am LOVE
3. 人類滅亡満開宣言！
4. チワワのおにぎり
5. おにぎりチワワHAPPY LOVE LOVE